# International Gamers Award
Der International Gamers Award (IGA) ist ein jährlich vergebener Spielepreis, dessen Jury international besetzt wird. Zwischen 2000 und 2002 wurde der Gamers’ Choice Award von der Strategy Gaming Society vergeben.
Bis 2010 wurde der Preis in den drei Hauptkategorien General Strategy Games mit den Optionen Multiplayer für Mehrspielerspiele und Two Player für 2-Personen-Spiele sowie Historical Simulation Games für Konfliktsimulationsspiele vergeben. Die Kategorie Historical Simulation Games wurde ab 2010 nicht mehr weitergeführt, sodass bis 2020 nur zwei Kategorien betrachtet wurden. Nachdem es 2020 aufgrund der COVID-19-Pandemie nur fünf nominierte in der Multiplayer-Kategorie gab, wurde ab 2021 die Kategorie Solo neu eingeführt und Spiele können seitdem auch in mehreren Kategorien nominiert werden.

## Geschichte

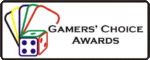
Gamers’ Choice Awards: Logo 2000 bis 2002

Die International Gamers Awards (IGA) wurden gegründet, um herausragende Spiele und Spieleautoren sowie die Unternehmen, die sie veröffentlichen, auszuzeichnen. Die Jury setzt sich dabei aus Mitgliedern verschiedener Länder zusammen, um dem Anspruch an eine internationale Auszeichnung gerecht zu werden. Sie wurde 1999 von Greg Schloesser als „Gamers’ Choice Award“ gegründet, der auch der erste Präsident der IGA wurde. Aus diesem Preis ging dann 2003 der International Gamers Award hervor. Im Jahr 2008 wurden die Preise auf den Internationalen Spieltagen in Essen verliehen.
Bis 2010 wurde der Preis in den drei Hauptkategorien General Strategy Games mit den Optionen Multiplayer für Mehrspielerspiele und Two Player für 2-Personen-Spiele sowie Historical Simulation Games für Konfliktsimulationsspiele vergeben. Von 2010 bis 2019 wurde der Preis nur in zwei Kategorien vergeben, für Multiplayer- und für Zwei-Spieler-Spiele. Im Jahr 2020 gab es aufgrund der COVID-19-Pandemie nur fünf nominierte in einer Kategorie. Ab 2021 wird der Preis wieder in drei Kategorien vergeben, abhängig von der Spielerzahl als Multiplayer-, Zwei-Spieler- und Solo-Spiele. Damit einher geht seitdem die Möglichkeit, einzelne Spiele auch in mehr als einer Kategorie antreten zu lassen. So wurde bereits 2021 das Spiel Dune: Imperium in allen drei Kategorien nominiert, 2022 gewann das ebenfalls in allen drei Kategorien nominierte Arche Nova die Kategorie für Zwei-Spieler-Spiele.
Im Jahr 2020 gab Greg Schloesser die Präsidentschaft und damit die Leitung des International Gamers Award an Alan How. Diesem folgte 2022 Simon Weinberg.

## Kategorien
Beim International Gamers Award gibt bzw. gab es die folgenden Preiskategorien:
- 1. General Strategy Games (allgemeine Strategiespiele), die nochmals unterteilt sind in

a) Multiplayer (Spiele für mehrere Spieler)
b) Two Player (Spiele für 2 Spieler). 2020 nicht vergeben.
c) Solo (Spiele für einen Spieler). Seit 2021 vergeben.
- 2. Historical Simulation Games (Konfliktsimulationsspiele). Zuletzt 2009 vergeben.

Die Spiele der ersten Kategorie müssen im Zeitraum 1. Juli des vorherigen Jahres bis 30. Juni des aktuellen Jahres veröffentlicht worden sein. Die Spiele der zweiten Kategorie hingegen mussten im vorherigen Jahr (1. Januar bis 31. Dezember) veröffentlicht worden sein. Bis 2002 mussten auch die Spiele der Kategorie General Strategy Games im Zeitraum 1. Januar bis 31. Dezember des vorherigen Jahres veröffentlicht worden sein. Aufgrund der Umstellung dieses Modus wurde für die Spiele, die im Zeitraum 1. Januar 2002 bis 30. Juni 2002 veröffentlicht wurde, ein spezieller IGA 2003 für diesen Zeitraum eingeführt.
Die Jury für die Strategiespiele wurde 2012 von 20 Personen aus Europa und Amerika gebildet (7× USA, 4× Großbritannien, 3× Deutschland, 2× Niederlande, je 1× Dänemark, Frankreich, Italien, Österreich). Dabei handelte es sich um Spieler oder Journalisten für Spielemagazine. Bei den Konfliktsimulationen bildeten 2008 16 Personen die Jury. Diese kamen vor allem aus Nordamerika, wo Konfliktsimulationsspiele (KoSims) weiter verbreitet sind als in Europa und anderswo.

## Preisträger und Nominierte
| 2000 • 2001 • 2002 • 2003 • 2004 • 2005 • 2006 • 2007 • 2008 • 2009 • 2010 • 2011 • 2012 • 2013 • 2014 • 2015 • 2016 • 2017 • 2018 • 2019 • 2020 • 2021 • 2022 • 2023 • 2024 |

| Jahr | Kat. a                             | Sieger                 | Titel (deutscher Titel)                                                                              | Autor                                                                  | Verlag                                                                                       |
| ---- | ---------------------------------- | ---------------------- | --- | ---------------------------------------------------------------------- | -------------------------------------------------------------------------------------------- |
| 2000 | GS-MP                              | Preisträger            | Tikal                                                                                                | Wolfgang Kramer, Michael Kiesling                                      | Ravensburger, Rio Grande Games                                                               |
| 2000 | GS-MP                              |                        | Chinatown                                                                                            | Karsten Hartwig                                                        | alea                                                                                         |
| 2000 | GS-MP                              |                        | Die Sternenfahrer von Catan                                                                          | Klaus Teuber                                                           | Kosmos, Mayfair                                                                              |
| 2000 | GS-MP                              |                        | Mamma Mia!                                                                                           | Uwe Rosenberg                                                          | Abacusspiele, Rio Grande Games                                                               |
| 2000 | GS-MP                              |                        | Mit List und Tücke                                                                                   | Klaus Palesch                                                          | Berliner Spielkarten                                                                         |
| 2000 | GS-MP                              |                        | Ra                                                                                                   | Reiner Knizia                                                          | alea, Rio Grande Games                                                                       |
| 2000 | GS-MP                              |                        | Stephenson's Rocket                                                                                  | Reiner Knizia                                                          | Pegasus, Rio Grande Games                                                                    |
| 2000 | GS-MP                              |                        | Torres                                                                                               | Wolfgang Kramer, Michael Kiesling                                      | FX, Rio Grande Games                                                                         |
| 2000 | GS-MP                              |                        | Union Pacific                                                                                        | Alan R. Moon                                                           | Amigo, Rio Grande Games                                                                      |
| 2000 | GS-MP                              |                        | Vinci                                                                                                | Philippe Keyaerts                                                      | Eurogames                                                                                    |
| 2000 | GS-2P                              | Preisträger            | Lost Cities                                                                                          | Reiner Knizia                                                          | Kosmos, Rio Grande Games                                                                     |
| 2000 | GS-2P                              |                        | Isi                                                                                                  | Corné van Moorsel                                                      | Cwali                                                                                        |
| 2000 | GS-2P                              |                        | Kontor                                                                                               | Michael Schacht                                                        | Goldsieber                                                                                   |
| 2000 | GS-2P                              |                        | Schotten Totten                                                                                      | Reiner Knizia                                                          | ASS                                                                                          |
| 2000 | HS                                 | Preisträger            | Paths of Glory                                                                                       | Ted Raicer                                                             | GMT Games                                                                                    |
| 2000 | HS                                 |                        | Burma                                                                                                | Dean Essig                                                             | The Gamers                                                                                   |
| 2000 | HS                                 |                        | Chariot Lords                                                                                        | Charles Vasey                                                          | Clash of Arms                                                                                |
| 2000 | HS                                 |                        | River of Death                                                                                       | Richard Berg                                                           | GMT Games                                                                                    |
| 2000 | HS                                 |                        | The Last Days of the Grande Armée                                                                    | Kevin Zucker                                                           | Operational Studies Group                                                                    |
| 2000 | HS                                 |                        | Tigers in the Mist                                                                                   | Ray Freeman                                                            | GMT Games                                                                                    |
| 2000 | HS                                 |                        | Totaler Krieg                                                                                        | Steven Kosakowski, Alan Emrich                                         | Decision Games                                                                               |
| 2000 | HS                                 |                        | Vimeiro                                                                                              | Rob Markham                                                            | Markham Designs                                                                              |
| 2000 | HS                                 |                        | War Galley                                                                                           | Richard Berg                                                           | GMT Games                                                                                    |
| 2001 | GS-MP                              | Preisträger            | The Princes of Florence (Die Fürsten von Florenz)                                                    | Wolfgang Kramer, Richard Ulrich                                        | alea, Rio Grande Games                                                                       |
| 2001 | GS-MP                              |                        | Aladdin’s Dragons (Morgenland)                                                                       | Richard Breese                                                         | Hans im Glück, Rio Grande Games                                                              |
| 2001 | GS-MP                              |                        | Attila                                                                                               | Karl-Heinz Schmiel                                                     | Hans im Glück, Rio Grande Games                                                              |
| 2001 | GS-MP                              |                        | Carcassonne                                                                                          | Klaus-Jürgen Wrede                                                     | Hans im Glück, Rio Grande Games                                                              |
| 2001 | GS-MP                              |                        | La Città                                                                                             | Gerd Fenchel                                                           | Kosmos, Rio Grande Games                                                                     |
| 2001 | GS-MP                              |                        | Lord of the Rings (Der Herr der Ringe)                                                               | Reiner Knizia                                                          | Kosmos, Hasbro                                                                               |
| 2001 | GS-MP                              |                        | Merchants of Amsterdam (Die Kaufleute von Amsterdam)                                                 | Reiner Knizia                                                          | Jumbo, Rio Grande Games                                                                      |
| 2001 | GS-MP                              |                        | Metro                                                                                                | Dirk Henn                                                              | Queen Games                                                                                  |
| 2001 | GS-MP                              |                        | Morisi                                                                                               | Corné van Moorsel                                                      | Cwali                                                                                        |
| 2001 | GS-MP                              |                        | Ohne Furcht und Adel                                                                                 | Bruno Faidutti                                                         | Hans im Glück                                                                                |
| 2001 | GS-MP                              |                        | Taj Mahal (Tadsch Mahal)                                                                             | Reiner Knizia                                                          | alea, Rio Grande Games                                                                       |
| 2001 | GS-MP                              |                        | Traumfabrik                                                                                          | Reiner Knizia                                                          | Hasbro                                                                                       |
| 2001 | GS-MP                              |                        | Web of Power (Kardinal & König)                                                                      | Michael Schacht                                                        | Goldsieber, Rio Grande Games                                                                 |
| 2001 | GS-2P                              | Preisträger            | Battle Cry                                                                                           | Richard Borg                                                           | Avalon Hill                                                                                  |
| 2001 | GS-2P                              |                        | Babel                                                                                                | Uwe Rosenberg, Hagen Dorgathen                                         | Kosmos, Rio Grande Games                                                                     |
| 2001 | GS-2P                              |                        | Hera and Zeus (Blitz und Donner)                                                                     | Richard Borg                                                           | Kosmos, Rio Grande Games                                                                     |
| 2001 | GS-2P                              |                        | Star Wars: The Queen's Gambit                                                                        | Craig van Ness, Alan Roach                                             | Avalon Hill                                                                                  |
| 2001 | GS-2P                              |                        | Zèrtz                                                                                                | Kris Burm                                                              | Schmidt, Rio Grande Games                                                                    |
| 2001 | HS                                 | Preisträger            | Drive on Paris                                                                                       | Al Wambold                                                             | The Gamers                                                                                   |
| 2001 | HS                                 |                        | Battle Cry                                                                                           | Richard Borg                                                           | Avalon Hill                                                                                  |
| 2001 | HS                                 |                        | Bonaparte in Italy                                                                                   | Kevin Zucker                                                           | Operational Studies Group                                                                    |
| 2001 | HS                                 |                        | Brandywine                                                                                           | Mike Miklos                                                            | GMT Games                                                                                    |
| 2001 | HS                                 |                        | Pacific Victory                                                                                      | Tom Dagliesch                                                          | Columbia Games                                                                               |
| 2001 | HS                                 |                        | Risorgimento                                                                                         | Richard Berg, Peter Perla                                              | GMT Games                                                                                    |
| 2001 | HS                                 |                        | Simple GBoH                                                                                          | Richard Berg, Mark Herman                                              | GMT Games                                                                                    |
| 2001 | HS                                 |                        | Solomon Sea                                                                                          | Markus Stumptner                                                       | Simulations Workshop                                                                         |
| 2001 | HS                                 |                        | Ukraine '43                                                                                          | Mark Simonitch                                                         | GMT Games                                                                                    |
| 2001 | HS                                 |                        | Xenophon                                                                                             | Joseph Miranda                                                         | Strategy & Tactics                                                                           |
| 2002 | GS-MP                              | Preisträger            | San Marco                                                                                            | Alan R. Moon, Aaron Weissblum                                          | Ravensburger                                                                                 |
| 2002 | GS-MP                              |                        | Capitol                                                                                              | Alan R. Moon, Aaron Weissblum                                          | Schmidt                                                                                      |
| 2002 | GS-MP                              |                        | Evo                                                                                                  | Philippe Keyaerts                                                      | Eurogames                                                                                    |
| 2002 | GS-MP                              |                        | Funkenschlag                                                                                         | Friedemann Friese                                                      | 2F-Spiele                                                                                    |
| 2002 | GS-MP                              |                        | Industrial Waste (Müll & Money)                                                                      | Jürgen Strohm                                                          | Hans im Glück, Rio Grande Games                                                              |
| 2002 | GS-MP                              |                        | Kanaloa                                                                                              | Günter Cornett                                                         | Bambus Spieleverlag                                                                          |
| 2002 | GS-MP                              |                        | Liberté                                                                                              | Martin Wallace                                                         | Warfrog                                                                                      |
| 2002 | GS-MP                              |                        | Medina                                                                                               | Stefan Dorra                                                           | Hans im Glück, Rio Grande Games                                                              |
| 2002 | GS-MP                              |                        | Pampas Railroads                                                                                     | Martin Wallace                                                         | Winsome Games                                                                                |
| 2002 | GS-MP                              |                        | The Traders of Genua (Die Händler von Genua)                                                         | Rüdiger Dorn                                                           | alea, Rio Grande Games                                                                       |
| 2002 | GS-MP                              |                        | Volldampf                                                                                            | Martin Wallace                                                         | TM-Spiele                                                                                    |
| 2002 | GS-MP                              |                        | Wyatt Earp                                                                                           | Richard Borg, Mike Fitzgerald                                          | alea, Rio Grande Games                                                                       |
| 2002 | GS-2P                              | Preisträger            | Dvonn                                                                                                | Kris Burm                                                              | Don & Co, Rio Grande Games                                                                   |
| 2002 | GS-2P                              |                        | Flower Power                                                                                         | Angelika Fassauer, Peter Haluszka                                      | Kosmos                                                                                       |
| 2002 | GS-2P                              |                        | Kupferkessel Co.                                                                                     | Günter Burkhardt                                                       | Goldsieber                                                                                   |
| 2002 | GS-2P                              |                        | Starship Catan (Sternenschiff Catan)                                                                 | Klaus Teuber                                                           | Kosmos, Mayfair                                                                              |
| 2002 | GS-2P                              |                        | Toscana                                                                                              | Niek Neuwahl                                                           | Piatnik, Rio Grande Games                                                                    |
| 2002 | HS                                 | Preisträger            | Wilderness War                                                                                       | Volko Ruhnke                                                           | GMT Games                                                                                    |
| 2002 | HS                                 |                        | Barbarossa: Army Group North, 1941                                                                   | Vance von Borries                                                      | GMT Games                                                                                    |
| 2002 | HS                                 |                        | Boer War                                                                                             | Joseph Miranda                                                         | Strategy & Tactics                                                                           |
| 2002 | HS                                 |                        | Clash of Giants                                                                                      | Ted Raicer                                                             | GMT Games                                                                                    |
| 2002 | HS                                 |                        | Fallschirmjaeger                                                                                     | Al Wambold                                                             | The Gamers                                                                                   |
| 2002 | HS                                 |                        | Grant Takes Command                                                                                  | Ed Beach                                                               | Multi-Man Publishing                                                                         |
| 2002 | HS                                 |                        | Highway to Kremlin                                                                                   | Kevin Zucker                                                           | Operational Studies Group                                                                    |
| 2002 | HS                                 |                        | Red Badge of Courage                                                                                 | Richard Berg                                                           | GMT Games                                                                                    |
| 2002 | HS                                 |                        | Thirty Years War                                                                                     | David Fox, Michael Welker                                              | GMT Games                                                                                    |
| 2002 | HS                                 |                        | Zero!                                                                                                | Dan Verssen                                                            | GMT Games                                                                                    |
| 2003 | GS-MP                              | Gewinner               | Puerto Rico                                                                                          | Andreas Seyfarth                                                       | alea, Rio Grande Games                                                                       |
| 2003 | GS-MP                              |                        | Dschunke                                                                                             | Michael Schacht                                                        | Queen Games                                                                                  |
| 2003 | GS-MP                              |                        | Goldland                                                                                             | Wolfgang Kramer                                                        | Goldsieber                                                                                   |
| 2003 | GS-MP                              |                        | Pizarro & Co. (Magellan)                                                                             | Tom Lehmann                                                            | Hans im Glück, Rio Grande Games, 999 Games                                                   |
| 2003 | GS-MP                              |                        | Mexica                                                                                               | Wolfgang Kramer, Michael Kiesling                                      | Ravensburger, Rio Grande Games                                                               |
| 2003 | GS-MP                              |                        | Nautilus                                                                                             | Brigitte Ditt, Wolfgang Ditt                                           | Kosmos, Mayfair, 999 Games                                                                   |
| 2003 | GS-MP                              |                        | Pueblo                                                                                               | Wolfgang Kramer, Michael Kiesling                                      | Ravensburger, Rio Grande Games                                                               |
| 2003 | GS-MP                              |                        | Trans America                                                                                        | Franz-Benno Delonge                                                    | Winning Moves, Rio Grande Games, Identity Games                                              |
| 2003 | GS-MP                              |                        | Wallenstein                                                                                          | Dirk Henn                                                              | Queen Games                                                                                  |
| 2003 | GS-MP                              |                        | Wildlife                                                                                             | Wolfgang Kramer                                                        | Clementoni                                                                                   |
| 2003 | GS-MP (Neuer Betrachtungszeitraum) | Gewinner               | Age of Steam                                                                                         | Martin Wallace                                                         | Warfrog, Winsome Games                                                                       |
| 2003 | GS-MP (Neuer Betrachtungszeitraum) |                        | Ad acta                                                                                              | Andrea Meyer                                                           | BeWitched-Spiele                                                                             |
| 2003 | GS-MP (Neuer Betrachtungszeitraum) |                        | Alhambra                                                                                             | Dirk Henn                                                              | Queen Games                                                                                  |
| 2003 | GS-MP (Neuer Betrachtungszeitraum) |                        | Amun-Re                                                                                              | Reiner Knizia                                                          | Hans im Glück, Rio Grande Games                                                              |
| 2003 | GS-MP (Neuer Betrachtungszeitraum) |                        | Coloretto                                                                                            | Michael Schacht                                                        | Abacusspiele                                                                                 |
| 2003 | GS-MP (Neuer Betrachtungszeitraum) |                        | Domaine (Löwenherz)                                                                                  | Klaus Teuber                                                           | Kosmos, Mayfair                                                                              |
| 2003 | GS-MP (Neuer Betrachtungszeitraum) |                        | Edel, Stein & Reich                                                                                  | Reinhard Staupe                                                        | alea                                                                                         |
| 2003 | GS-MP (Neuer Betrachtungszeitraum) |                        | Magna Grezia                                                                                         | Leo Colovini, Michael Schacht                                          | Clementoni                                                                                   |
| 2003 | GS-MP (Neuer Betrachtungszeitraum) |                        | Mammoth Hunters (Eiszeit)                                                                            | Alan R. Moon, Aaron Weissblum                                          | alea, Rio Grande Games                                                                       |
| 2003 | GS-MP (Neuer Betrachtungszeitraum) |                        | Mare Nostrum                                                                                         | Serge Laget                                                            | Eurogames                                                                                    |
| 2003 | GS-MP (Neuer Betrachtungszeitraum) |                        | New England                                                                                          | Alan R. Moon, Aaron Weissblum                                          | Goldsieber, Überplay                                                                         |
| 2003 | GS-MP (Neuer Betrachtungszeitraum) |                        | Paris Paris                                                                                          | Michael Schacht                                                        | Abacusspiele, Rio Grande Games                                                               |
| 2003 | GS-MP (Neuer Betrachtungszeitraum) |                        | The Settlers of the Stone Age (Abenteuer Menschheit)                                                 | Klaus Teuber                                                           | Kosmos, Mayfair                                                                              |
| 2003 | GS-2P                              | Gewinner               | The Lord of the Rings: The Confrontation (Der Herr der Ringe: Die Entscheidung)                      | Reiner Knizia                                                          | Fantasy Flight Games, Kosmos, 999 Games                                                      |
| 2003 | GS-2P                              |                        | Avalon                                                                                               | Leo Colovini                                                           | Kosmos, Rio Grande Games                                                                     |
| 2003 | GS-2P                              |                        | Balloon Cup (Ballon Cup)                                                                             | Stephen Glenn                                                          | Kosmos, Rio Grande Games                                                                     |
| 2003 | GS-2P                              |                        | Hive                                                                                                 | John Yianni                                                            | Gen Four Two Games                                                                           |
| 2003 | GS-2P                              |                        | Odin’s Ravens (Odins Raben)                                                                          | Thorsten Gimmler                                                       | Kosmos, Rio Grande Games                                                                     |
| 2003 | GS-2P                              |                        | Street Soccer                                                                                        | Corné van Moorsel                                                      | Cwali                                                                                        |
| 2003 | HS                                 | Gewinner               | Hammer of the Scots                                                                                  | Jerry Taylor, Tom Dagliesh                                             | Columbia Games                                                                               |
| 2003 | HS                                 |                        | 1777: The Year of the Hangman                                                                        | Ed Wimble                                                              | Clash of Arms                                                                                |
| 2003 | HS                                 |                        | Advanced Tobruk                                                                                      | Ray Tapio                                                              | Critical Hit                                                                                 |
| 2003 | HS                                 |                        | Barbarossa to Berlin                                                                                 | Ted Raicer                                                             | GMT Games                                                                                    |
| 2003 | HS                                 |                        | Belisarius                                                                                           | Joseph Miranda                                                         | Decision Games                                                                               |
| 2003 | HS                                 |                        | Drive on Stalingrad                                                                                  | Ty Bomba                                                               | Decision Games                                                                               |
| 2003 | HS                                 |                        | Prussia's Glory                                                                                      | Bob Kalinowski                                                         | GMT Games                                                                                    |
| 2003 | HS                                 |                        | Reds!                                                                                                | Ted Raicer                                                             | GMT Games                                                                                    |
| 2003 | HS                                 |                        | Streets of Stalingrad                                                                                | Dana Lombardy, Art Lupinacci                                           | L2 Design Group                                                                              |
| 2003 | HS                                 |                        | The Killing Ground                                                                                   | Mark Hinkle                                                            | New England Simulations                                                                      |
| 2003 | HS                                 |                        | The Napoléonic Wars                                                                                  | Mark McLaughlin                                                        | GMT Games                                                                                    |
| 2003 | HS                                 |                        | Von Manstein's Backhand Blow                                                                         | Dirk Blennemann                                                        | GMT Games                                                                                    |
| 2004 | GS-MP                              | Gewinner               | Saint Petersburg (Sankt Petersburg)                                                                  | Michael Tummelhofer                                                    | Hans im Glück, Rio Grande Games                                                              |
| 2004 | GS-MP                              |                        | Attika                                                                                               | Marcel-André Casasola Merkle                                           | Hans im Glück, Rio Grande Games                                                              |
| 2004 | GS-MP                              |                        | Einfach Genial                                                                                       | Reiner Knizia                                                          | Kosmos                                                                                       |
| 2004 | GS-MP                              |                        | Finstere Flure                                                                                       | Friedemann Friese                                                      | 2F-Spiele                                                                                    |
| 2004 | GS-MP                              |                        | Goa                                                                                                  | Rüdiger Dorn                                                           | Hans im Glück, Rio Grande Games                                                              |
| 2004 | GS-MP                              |                        | Hansa                                                                                                | Michael Schacht                                                        | Abacusspiele, Überplay                                                                       |
| 2004 | GS-MP                              |                        | Industria                                                                                            | Michael Schacht                                                        | Queen Games                                                                                  |
| 2004 | GS-MP                              |                        | Maharaja (Raja)                                                                                      | Wolfgang Kramer, Michael Kiesling                                      | Phalanx Games, Rio Grande Games                                                              |
| 2004 | GS-MP                              |                        | Power Grid (Funkenschlag)                                                                            | Friedemann Friese                                                      | 2F-Spiele                                                                                    |
| 2004 | GS-MP                              |                        | Princes of the Renaissance                                                                           | Martin Wallace                                                         | Warfrog                                                                                      |
| 2004 | GS-MP                              |                        | San Juan                                                                                             | Andreas Seyfarth                                                       | alea, Rio Grande Games                                                                       |
| 2004 | GS-MP                              |                        | Santiago                                                                                             | Claudia Hely, Roman Pelek                                              | Amigo                                                                                        |
| 2004 | GS-MP                              |                        | Tahuantinsuyu                                                                                        | Alan Ernstein                                                          | Hangman Games                                                                                |
| 2004 | GS-MP                              |                        | Ticket to Ride (Zug um Zug)                                                                          | Alan R. Moon                                                           | Days of Wonder                                                                               |
| 2004 | GS-2P                              | Gewinner               | Memoir '44                                                                                           | Richard Borg                                                           | Days of Wonder                                                                               |
| 2004 | GS-2P                              |                        | Blue Moon                                                                                            | Reiner Knizia                                                          | Kosmos, Fantasy Flight Games                                                                 |
| 2004 | GS-2P                              |                        | Carcassonne: the Castle (Carcassonne – Die Burg)                                                     | Reiner Knizia, Klaus-Jürgen Wrede                                      | Hans im Glück, Rio Grande Games                                                              |
| 2004 | GS-2P                              |                        | Tom Tube                                                                                             | Roland Goslar, Tobias Goslar                                           | Kronberger Spiele                                                                            |
| 2004 | GS-2P                              |                        | Yinsh                                                                                                | Kris Burm                                                              | Don & Co, Rio Grande Games                                                                   |
| 2004 | HS                                 | Gewinner               | Lock 'n Load                                                                                         | Mark H. Walker                                                         | Shrapnel Games                                                                               |
| 2004 | HS                                 |                        | Age of Napoleon                                                                                      | Renaud Verlaque                                                        | Phalanx Games                                                                                |
| 2004 | HS                                 |                        | Ardennes '44                                                                                         | Mark Simonitch, Tony Curtis                                            | GMT Games                                                                                    |
| 2004 | HS                                 |                        | Corsairs & Hellcats                                                                                  | Dan Verssen                                                            | GMT Games                                                                                    |
| 2004 | HS                                 |                        | Europe Engulfed                                                                                      | Rick Young, Jesse Evans                                                | GMT Games                                                                                    |
| 2004 | HS                                 |                        | Korea: The Forgotten War                                                                             | Rod Miller                                                             | Multi-Man Publishing                                                                         |
| 2004 | HS                                 |                        | Medieval                                                                                             | Richard Berg                                                           | GMT Games                                                                                    |
| 2004 | HS                                 |                        | Monty's Gamble: Market Garden                                                                        | Michael Rinella                                                        | Multi-Man Publishing                                                                         |
| 2004 | HS                                 |                        | Rise of the Roman Republic                                                                           | Richard Berg                                                           | GMT Games                                                                                    |
| 2004 | HS                                 |                        | Sweden Fights On                                                                                     | Ben Hull                                                               | GMT Games                                                                                    |
| 2004 | HS                                 |                        | Warplan: Dropshot                                                                                    | Bruce Costello                                                         | Schutze Games                                                                                |
| 2005 | GS-MP                              | Gewinner               | Ticket to Ride Europe (Zug um Zug Europa)                                                            | Alan R. Moon                                                           | Days of Wonder                                                                               |
| 2005 | GS-MP                              |                        | Antiquity                                                                                            | Joris Wiersinga, Jeroen Doumen                                         | Splotter Spellen                                                                             |
| 2005 | GS-MP                              |                        | Around the World in 80 Days (In 80 Tagen um die Welt)                                                | Michael Rieneck                                                        | Ravensburger, Rio Grande Games                                                               |
| 2005 | GS-MP                              |                        | Carcassonne: the City (Carcassonne – Die Stadt)                                                      | Klaus-Jürgen Wrede                                                     | Hans im Glück, Rio Grande Games                                                              |
| 2005 | GS-MP                              |                        | Diamant                                                                                              | Bruno Faidutti, Alan R. Moon                                           | Schmidt                                                                                      |
| 2005 | GS-MP                              |                        | Keythedral                                                                                           | Richard Breese                                                         | Pro Ludo, Cafe Games                                                                         |
| 2005 | GS-MP                              |                        | Louis XIV                                                                                            | Rüdiger Dorn                                                           | alea, Rio Grande Games                                                                       |
| 2005 | GS-MP                              |                        | Reef Encounter                                                                                       | Richard Breese                                                         | R&D Games                                                                                    |
| 2005 | GS-MP                              |                        | Shadows over Camelot (Schatten über Camelot)                                                         | Bruno Cathala, Serge Laget                                             | Days of Wonder                                                                               |
| 2005 | GS-MP                              |                        | Struggle of Empires                                                                                  | Martin Wallace                                                         | Warfrog                                                                                      |
| 2005 | GS-MP                              |                        | Ubongo                                                                                               | Grzegarz Rejchtman                                                     | Kosmos                                                                                       |
| 2005 | GS-MP                              |                        | Ys                                                                                                   | Cyril Demaegd                                                          | Ystari Games                                                                                 |
| 2005 | GS-2P                              | Gewinner               | War of the Ring (Der Herr der Ringe – Der Ringkrieg)                                                 | Marco Maggi, Francesco Nepitello, Roberto Di Meglio                    | Fantasy Flight Games, Tilsit Éditions, Nexus, Phalanx Games                                  |
| 2005 | GS-2P                              |                        | Dungeon Twister                                                                                      | Christophe Boelinger                                                   | Asmodée Editions                                                                             |
| 2005 | GS-2P                              |                        | Fjords (Fjorde)                                                                                      | Franz-Benno Delonge                                                    | Hans im Glück, Rio Grande Games, 999 Games                                                   |
| 2005 | GS-2P                              |                        | Jambo                                                                                                | Rüdiger Dorn                                                           | Kosmos, Rio Grande Games                                                                     |
| 2005 | GS-2P                              |                        | Oceania (Ozeanien)                                                                                   | Klaus Teuber                                                           | Kosmos, Mayfair                                                                              |
| 2005 | GS-2P                              |                        | Roma (Revolte in Rom)                                                                                | Stefan Feld                                                            | Queen Games, Rio Grande Games                                                                |
| 2005 | HS                                 | Gewinner               | Sword of Rome                                                                                        | Wray Ferrell                                                           | GMT Games                                                                                    |
| 2005 | HS                                 |                        | 7 Ages: 6,000 Years of Human History                                                                 | Harry Rowland                                                          | Australian Design Group                                                                      |
| 2005 | HS                                 |                        | Advanced Squad Leader: Starter Kit #1                                                                | Ken Dunn                                                               | Multi-Man Publishing                                                                         |
| 2005 | HS                                 |                        | Devil's Horsemen                                                                                     | Richard Berg, Mark Herman                                              | GMT Games                                                                                    |
| 2005 | HS                                 |                        | Downtown                                                                                             | Lee Brimmicombe-Wood                                                   | GMT Games                                                                                    |
| 2005 | HS                                 |                        | Group of Soviet Forces: Germany                                                                      | Ty Bomba                                                               | Strategy & Tactics                                                                           |
| 2005 | HS                                 |                        | Memoir '44                                                                                           | Richard Borg                                                           | Days of Wonder                                                                               |
| 2005 | HS                                 |                        | Roads to Leningrad                                                                                   | Vance von Borries                                                      | GMT Games                                                                                    |
| 2005 | HS                                 |                        | Seven Days of 1809                                                                                   | Kevin Zucker                                                           | Operational Studies Group                                                                    |
| 2005 | HS                                 |                        | Wings of War                                                                                         | Andrea Angiolino, Piergiorgio Paglia                                   | Nexus                                                                                        |
| 2006 | GS-MP                              | Gewinner               | Caylus                                                                                               | William Attia                                                          | Ystari Games, Rio Grande Games                                                               |
| 2006 | GS-MP                              |                        | Antike                                                                                               | Mac Gerdts                                                             | Eggertspiele, Rio Grande Games                                                               |
| 2006 | GS-MP                              |                        | Blue Moon City                                                                                       | Reiner Knizia                                                          | Kosmos, Fantasy Flight Games                                                                 |
| 2006 | GS-MP                              |                        | Das Ende des Triumvirats                                                                             | Max Gabrian, Johannes Ackva                                            | Lookout Games, Z-Man Games                                                                   |
| 2006 | GS-MP                              |                        | Hacienda (Hazienda)                                                                                  | Wolfgang Kramer                                                        | Hans im Glück, Rio Grande Games                                                              |
| 2006 | GS-MP                              |                        | Indonesia                                                                                            | Joris Wiersinga, Jeroen Doumen                                         | Splotter Spellen                                                                             |
| 2006 | GS-MP                              |                        | Jenseits von Theben                                                                                  | Peter Prinz                                                            | Prinz Spiele                                                                                 |
| 2006 | GS-MP                              |                        | Mykerinos                                                                                            | Nicolas Oury                                                           | Ystari Games, Rio Grande Games                                                               |
| 2006 | GS-MP                              |                        | Railroad Tycoon                                                                                      | Glenn Drover, Martin Wallace                                           | Eagle Games                                                                                  |
| 2006 | GS-MP                              |                        | Thurn and Taxis (Thurn und Taxis)                                                                    | Andreas Seyfarth, Karen Seyfarth                                       | Hans im Glück, Rio Grande Games                                                              |
| 2006 | GS-MP                              |                        | Um Krone und Kragen                                                                                  | Tom Lehmann                                                            | Amigo, Rio Grande Games                                                                      |
| 2006 | GS-2P                              | Gewinner               | Twilight Struggle                                                                                    | Ananda Gupta, Jason Matthews                                           | GMT Games                                                                                    |
| 2006 | GS-2P                              |                        | Aton                                                                                                 | Thorsten Gimmler                                                       | Queen Games                                                                                  |
| 2006 | GS-2P                              |                        | Pünct                                                                                                | Kris Burm                                                              | Don & Co, Rio Grande Games                                                                   |
| 2006 | GS-2P                              |                        | Travel Blokus (Blokus Duo)                                                                           | Bernard Tavitian                                                       | Educational Insights                                                                         |
| 2006 | GS-2P                              |                        | War of the Ring: Battles of the 3rd Age (Der Herr der Ringe – Die Schlachten des Dritten Zeitalters) | Marco Maggi, Francesco Nepitello, Roberto Di Meglio                    | Fantasy Flight Games, Nexus                                                                  |
| 2006 | HS                                 | Gewinner               | Twilight Struggle                                                                                    | Ananda Gupta, Jason Matthews                                           | GMT Games                                                                                    |
| 2006 | HS                                 |                        | Bonaparte at Marengo                                                                                 | Bowen Simmons                                                          | Simmons Games                                                                                |
| 2006 | HS                                 |                        | Empire of the Sun                                                                                    | Mark Herman                                                            | GMT Games                                                                                    |
| 2006 | HS                                 |                        | Fire in the Sky                                                                                      | Tetsuya Nakamura                                                       | Multi-Man Publishing                                                                         |
| 2006 | HS                                 |                        | Men of Iron                                                                                          | Richard Berg                                                           | GMT Games                                                                                    |
| 2006 | HS                                 |                        | Silent War                                                                                           | Brien Miller                                                           | Compass Games                                                                                |
| 2006 | HS                                 |                        | The Mighty Endeavor                                                                                  | Steve Newhouse, Tim Armstrong                                          | Multi-Man Publishing                                                                         |
| 2007 | GS-MP                              | Gewinner               | Through the Ages (Im Wandel der Zeiten)                                                              | Vlaada Chvátil                                                         | Czech Board Games                                                                            |
| 2007 | GS-MP                              |                        | Age of Empires III                                                                                   | Glenn Drover                                                           | Tropical Games                                                                               |
| 2007 | GS-MP                              |                        | Canal Mania                                                                                          | Steve Kendall, Phil Kendall                                            | Ragnar Brothers                                                                              |
| 2007 | GS-MP                              |                        | Colosseum                                                                                            | Wolfgang Kramer, Markus Lübke                                          | Days of Wonder                                                                               |
| 2007 | GS-MP                              |                        | Die Baumeister von Arkadia                                                                           | Rüdiger Dorn                                                           | Ravensburger, Rio Grande Games                                                               |
| 2007 | GS-MP                              |                        | Factory Fun                                                                                          | Corné van Moorsel                                                      | Cwali                                                                                        |
| 2007 | GS-MP                              |                        | Imperial                                                                                             | Mac Gerdts                                                             | Eggertspiele, Rio Grande Games                                                               |
| 2007 | GS-MP                              |                        | Notre Dame                                                                                           | Stefan Feld                                                            | alea, Rio Grande Games                                                                       |
| 2007 | GS-MP                              |                        | Pillars of the Earth (Die Säulen der Erde)                                                           | Michael Rieneck, Stefan Stadler                                        | Kosmos, Mayfair                                                                              |
| 2007 | GS-MP                              |                        | Thebes (Jenseits von Theben)                                                                         | Peter Prinz                                                            | Queen Games                                                                                  |
| 2007 | GS-MP                              |                        | Yspahan                                                                                              | Sébastien Pauchon                                                      | Ystari Games, Rio Grande Games, HUCH! & friends                                              |
| 2007 | GS-2P                              | Gewinner               | Mr. Jack                                                                                             | Bruno Cathala, Ludovic Maublanc                                        | Hurrican, Asmodée Editions, Neuroludic                                                       |
| 2007 | GS-2P                              |                        | BattleLore                                                                                           | Richard Borg                                                           | Days of Wonder                                                                               |
| 2007 | GS-2P                              |                        | Combat Commander: Europe                                                                             | Chad Jensen                                                            | GMT Games                                                                                    |
| 2007 | GS-2P                              |                        | ConHex                                                                                               | Michail Antonow                                                        | 3-Hirn-Verlag, Clemens Gerhards                                                              |
| 2007 | GS-2P                              |                        | Medici vs. Strozzi                                                                                   | Reiner Knizia                                                          | Abacusspiele, Rio Grande Games                                                               |
| 2007 | HS                                 | Gewinner               | A Victory Lost                                                                                       | Tetsuya Nakamura                                                       | Multi-Man Publishing                                                                         |
| 2007 | HS                                 |                        | Afrika: 2nd Edition                                                                                  | Dean Essig                                                             | Multi-Man Publishing                                                                         |
| 2007 | HS                                 |                        | Combat Commander: Europe                                                                             | Chad Jensen                                                            | GMT Games                                                                                    |
| 2007 | HS                                 |                        | Command and Colors: Ancients                                                                         | Richard Borg                                                           | GMT Games                                                                                    |
| 2007 | HS                                 |                        | Gustav Adolf the Great                                                                               | Ben Hull                                                               | GMT Games                                                                                    |
| 2007 | HS                                 |                        | Here I Stand                                                                                         | Ed Beach                                                               | GMT Games                                                                                    |
| 2007 | HS                                 |                        | Shifting Sands                                                                                       | Michael Rinella                                                        | Multi-Man Publishing                                                                         |
| 2007 | HS                                 |                        | The Burning Blue                                                                                     | Lee Brimmicombe-Wood                                                   | GMT Games                                                                                    |
| 2008 | GS-MP                              | Gewinner               | Agricola                                                                                             | Uwe Rosenberg                                                          | Lookout Games, Z-Man Games                                                                   |
| 2008 | GS-MP                              |                        | Brass                                                                                                | Martin Wallace                                                         | Warfrog                                                                                      |
| 2008 | GS-MP                              |                        | Hamburgum                                                                                            | Mac Gerdts                                                             | Eggertspiele, Rio Grande Games                                                               |
| 2008 | GS-MP                              |                        | In the Year of the Dragon (Im Jahr des Drachen)                                                      | Stefan Feld                                                            | alea, Rio Grande Games                                                                       |
| 2008 | GS-MP                              |                        | Kingsburg                                                                                            | Andrea Chiarvesio, Luca Iennaco                                        | Elfinwerks, Stratelibri, Fantasy Flight Games                                                |
| 2008 | GS-MP                              |                        | Pandemic (Pandemie)                                                                                  | Matt Leacock                                                           | Z-Man Games, Pegasus                                                                         |
| 2008 | GS-MP                              |                        | Race for the Galaxy                                                                                  | Tom Lehmann                                                            | Rio Grande Games, Abacusspiele, Ystari                                                       |
| 2008 | GS-MP                              |                        | Stone Age                                                                                            | Michael Tummelhofer                                                    | Hans im Glück, Rio Grande Games                                                              |
| 2008 | GS-MP                              |                        | Tinners' Trail                                                                                       | Martin Wallace                                                         | Warfrog, JKLM Games                                                                          |
| 2008 | GS-MP                              |                        | Tribune (Tribun)                                                                                     | Karl-Heinz Schmiel                                                     | Fantasy Flight Games, Heidelberger Spieleverlag                                              |
| 2008 | GS-2P                              | Gewinner               | 1960: The Making of the President                                                                    | Christian Leonhard, Jason Matthews                                     | Z-Man Games                                                                                  |
| 2008 | GS-2P                              |                        | Cold War: CIA vs KGB                                                                                 | David Rakoto, Sebastien Gigaudaut                                      | Fantasy Flight Games, Pro Ludo                                                               |
| 2008 | GS-2P                              |                        | Perry Rhodan – Die kosmische Hanse                                                                   | Heinrich Glumpler                                                      | Kosmos                                                                                       |
| 2008 | GS-2P                              |                        | Power & Weakness (Macht & Ohnmacht)                                                                  | Andreas Steding                                                        | JKLM Games, MOD Games                                                                        |
| 2008 | GS-2P                              |                        | Tzaar                                                                                                | Kris Burm                                                              | Rio Grande Games, Smart Games                                                                |
| 2008 | HS                                 | Gewinner               | Asia Engulfed                                                                                        | Jesse Evans, Rick Young                                                | GMT Games                                                                                    |
| 2008 | HS                                 |                        | 1914: Twilight in the East                                                                           | Michael Resch                                                          | GMT Games                                                                                    |
| 2008 | HS                                 |                        | Advanced Squad Leader: Starter Kit #3                                                                | Ken Dunn                                                               | Multi-Man Publishing                                                                         |
| 2008 | HS                                 |                        | Case Blue                                                                                            | Dean Essig                                                             | Multi-Man Publishing, The Gamers                                                             |
| 2008 | HS                                 |                        | Combat Commander: Mediterranean                                                                      | Chad Jensen                                                            | GMT Games                                                                                    |
| 2008 | HS                                 |                        | Corps Command: Totensonntag                                                                          | Peter Bogdasarian                                                      | Lock 'n Load Publishing                                                                      |
| 2008 | HS                                 |                        | Glory III                                                                                            | Richard Berg                                                           | GMT Games                                                                                    |
| 2008 | HS                                 |                        | Marne 1918: Friedensturm                                                                             | Nicolas Rident, Thomas Pouchin                                         | Hexasim                                                                                      |
| 2008 | HS                                 |                        | Napoleon's Triumph                                                                                   | Bowen Simmons                                                          | Simmons Games                                                                                |
| 2008 | HS                                 |                        | Talavera & Vimeiro                                                                                   | Andres Fager, Elias Nordling, Jerry Mawne                              | Multi-Man Publishing                                                                         |
| 2008 | HS                                 |                        | Tide of Iron                                                                                         | Christian T. Petersen, Corey Konieczka, John Goodenough                | Fantasy Flight Games                                                                         |
| 2008 | HS                                 |                        | World at War: Eisenbach Gap                                                                          | Mark Walker                                                            | Lock 'n Load Publishing                                                                      |
| 2009 | GS-MP                              | Gewinner               | Le Havre                                                                                             | Uwe Rosenberg                                                          | Lookout Games, Ystari Games                                                                  |
| 2009 | GS-MP                              |                        | Automobile                                                                                           | Martin Wallace                                                         | Treefrog Games, Mayfair Games, Phalanx Games                                                 |
| 2009 | GS-MP                              |                        | Battlestar Galactica                                                                                 | Corey Konieczka                                                        | Fantasy Flight Games, Galakta, Heidelberger Spieleverlag                                     |
| 2009 | GS-MP                              |                        | Diamonds Club                                                                                        | Rüdiger Dorn                                                           | Ravensburger                                                                                 |
| 2009 | GS-MP                              |                        | Dominion                                                                                             | Donald X. Vaccarino                                                    | Rio Grande Games, Hans im Glück Verlag                                                       |
| 2009 | GS-MP                              |                        | Roll Through the Ages                                                                                | Matt Leacock                                                           | Gryphon Games, Pegasus                                                                       |
| 2009 | GS-MP                              |                        | Small World                                                                                          | Philippe Keyaerts                                                      | Days of Wonder                                                                               |
| 2009 | GS-MP                              |                        | Snow Tails                                                                                           | Fraser Lamont, Gordon Lamont                                           | Fragor Games, Asmodée Editions                                                               |
| 2009 | GS-MP                              |                        | Space Alert                                                                                          | Vlaada Chvátil                                                         | Czech Games Edition, Rio Grande Games, Quined, White Goblin Games, Heidelberger Spieleverlag |
| 2009 | GS-MP                              |                        | Steam                                                                                                | Martin Wallace                                                         | Mayfair Games, Phalanx Games                                                                 |
| 2009 | GS-2P                              | Gewinner               | Day & Night                                                                                          | Valentijn Eekels, Sebastiaan van Roovaart                              | Mystics.nl                                                                                   |
| 2009 | GS-2P                              |                        | 2 de Mayo                                                                                            | Daniel Val                                                             | Gen X Games                                                                                  |
| 2009 | GS-2P                              |                        | Conflict of Heroes: Awakening the Bear! Russia 1941–42                                               | Uwe Eickert                                                            | Phalanx Games, Academy Games, Elfinwerks                                                     |
| 2009 | GS-2P                              |                        | Die Säulen der Erde – Duell der Baumeister                                                           | Stefan Feld                                                            | Kosmos                                                                                       |
| 2009 | GS-2P                              |                        | Kamisado                                                                                             | Peter Burley                                                           | Burley Games                                                                                 |
| 2009 | HS                                 | Gewinner               | Unhappy King Charles!                                                                                | Charles Vasey                                                          | GMT Games                                                                                    |
| 2009 | HS                                 |                        | Barbarossa: Kiev to Rostov                                                                           | Tony Curtis, Vance von Borries                                         | GMT Games                                                                                    |
| 2009 | HS                                 |                        | Conflict of Heroes: Awakening the Bear!                                                              | Uwe Eickert                                                            | Academy Games, ElfinWerks, Phalanx Games                                                     |
| 2009 | HS                                 |                        | The Devil's Cauldron                                                                                 | Adam Starkweather                                                      | Multi-Man Publishing                                                                         |
| 2009 | HS                                 |                        | España 1936                                                                                          | Antonio Catalan                                                        | Devir, Phalanx Games                                                                         |
| 2009 | HS                                 |                        | Fields of Fire                                                                                       | Ben Hull                                                               | GMT Games                                                                                    |
| 2009 | HS                                 |                        | Red Dragon: The Coming War with China                                                                | Bruce Costello                                                         | Decision Games                                                                               |
| 2009 | HS                                 |                        | Spanish Eagles                                                                                       | Brien J. Miller, Stephen C. Jackson                                    | Compass Games                                                                                |
| 2009 | HS                                 |                        | Storm over Stalingrad                                                                                | Tetsuya Nakamura                                                       | Multi-Man Publishing                                                                         |
| 2009 | HS                                 |                        | Warriors of God                                                                                      | Adam Starkweather, Makoto Nakajima                                     | Multi-Man Publishing                                                                         |
| 2010 | GS-MP                              | Gewinner               | Age of Industry                                                                                      | Martin Wallace                                                         | Treefrog Games, Mayfair Games                                                                |
| 2010 | GS-MP                              |                        | Dungeon Lords                                                                                        | Vlaada Chvátil                                                         | Czech Games Edition, Z-Man Games, Heidelberger Spieleverlag                                  |
| 2010 | GS-MP                              |                        | Egizia                                                                                               | Antonio Tinto, Flaminia Brasini, Stefano Luperto, Virginio Gigli       | Hans im Glück, Rio Grande Games                                                              |
| 2010 | GS-MP                              |                        | Endeavor                                                                                             | Carl de Visser, Jarratt Gray                                           | Lookout Games, Z-Man Games, White Goblin Games, Hobby Japan, Ystari Games                    |
| 2010 | GS-MP                              |                        | Fresco (Fresko)                                                                                      | Marcel Süßelbeck, Marco Ruskowski, Wolfgang Panning                    | Queen Games                                                                                  |
| 2010 | GS-MP                              |                        | Glen More                                                                                            | Matthias Cramer                                                        | alea, Rio Grande Games                                                                       |
| 2010 | GS-MP                              |                        | Hansa Teutonica                                                                                      | Andreas Steding                                                        | Argentum Verlag, Z-Man Games                                                                 |
| 2010 | GS-MP                              |                        | Last Train to Wensleydale                                                                            | Martin Wallace                                                         | Treefrog Games, Argentum Verlag                                                              |
| 2010 | GS-MP                              |                        | Macao                                                                                                | Stefan Feld                                                            | alea, Rio Grande Games, White Goblin Games                                                   |
| 2010 | GS-MP                              |                        | Power Grid – Factory Manager (Funkenschlag – Fabrikmanager)                                          | Friedemann Friese                                                      | 2F-Spiele, Rio Grande Games                                                                  |
| 2010 | GS-MP                              |                        | Rise of Empires                                                                                      | Martin Wallace                                                         | Phalanx Games, Mayfair Games                                                                 |
| 2010 | GS-MP                              |                        | Shipyard                                                                                             | Vladimir Suchy                                                         | Czech Games Edition, Rio Grande Games, Heidelberger Spieleverlag                             |
| 2010 | GS-MP                              |                        | Vasco da Gama                                                                                        | Paolo Mori                                                             | What's Your Game?, Rio Grande Games                                                          |
| 2010 | GS-MP                              |                        | World Without End (Die Tore der Welt)                                                                | Michael Rieneck, Stefan Stadler                                        | Kosmos, Mayfair Games                                                                        |
| 2010 | GS-2P                              |                        | Campaign Manager 2008                                                                                | Christian Leonhard, Jason Matthews                                     | Z-Man Games                                                                                  |
| 2010 | GS-2P                              |                        | Burger Joint                                                                                         | Joe Huber                                                              | Abacusspiele, Rio Grande Games                                                               |
| 2010 | GS-2P                              |                        | Claustrophobia                                                                                       | Croc                                                                   | Asmodée                                                                                      |
| 2010 | GS-2P                              |                        | Jaipur                                                                                               | Sébastien Pauchon                                                      | Asmodée                                                                                      |
| 2010 | GS-2P                              |                        | Stronghold                                                                                           | Ignacy Trzewiczek                                                      | Iello, Phalanx Games, Portal Publishing, Valley Games                                        |
| 2011 | GS-MP                              | Gewinner               | 7 Wonders                                                                                            | Antoine Bauza                                                          | Repos Production                                                                             |
| 2011 | GS-MP                              |                        | Airlines Europe                                                                                      | Alan R. Moon                                                           | Abacusspiele, Rio Grande Games                                                               |
| 2011 | GS-MP                              |                        | Asara                                                                                                | Michael Kiesling, Wolfgang Kramer                                      | Ravensburger, Rio Grande Games                                                               |
| 2011 | GS-MP                              |                        | Die Burgen von Burgund                                                                               | Stefan Feld                                                            | alea                                                                                         |
| 2011 | GS-MP                              |                        | Dominant Species                                                                                     | Chad Jensen                                                            | GMT Games                                                                                    |
| 2011 | GS-MP                              |                        | Inca Empire                                                                                          | Alan Ernstein                                                          | White Goblin Games, Z-Man Games                                                              |
| 2011 | GS-MP                              |                        | K2                                                                                                   | Adam Kaluza                                                            | Rebel.pl, Heidelberger Spieleverlag                                                          |
| 2011 | GS-MP                              |                        | London                                                                                               | Martin Wallace                                                         | Treefrog Games                                                                               |
| 2011 | GS-MP                              |                        | Navegador                                                                                            | Mac Gerdts                                                             | PD Verlag, Rio Grande Games                                                                  |
| 2011 | GS-MP                              |                        | Troyes                                                                                               | Sébastien Dujardin, Xavier Georges, Alain Orban                        | Pearl Games, Z-Man Games                                                                     |
| 2011 | GS-MP                              |                        | Vinhos                                                                                               | Vital Lacerda                                                          | What's Your Game?, Z-Man Games                                                               |
| 2011 | GS-2P                              | Gewinner               | A Few Acres of Snow                                                                                  | Martin Wallace                                                         | Treefrog Games                                                                               |
| 2011 | GS-2P                              |                        | Battles of Westeros (Die Schlachten von Westeros)                                                    | Robert A. Kouba                                                        | Fantasy Flight Games                                                                         |
| 2011 | GS-2P                              |                        | Earth Reborn                                                                                         | Christophe Boelinger                                                   | Ludically, Z-Man Games                                                                       |
| 2011 | GS-2P                              |                        | Famiglia                                                                                             | Friedemann Friese                                                      | 2F-Spiele, Rio Grande Games                                                                  |
| 2011 | GS-2P                              |                        | What's My Word?                                                                                      | Joli Quenten Kansil                                                    | Gryphon Games                                                                                |
| 2012 | GS-MP                              | Gewinner               | Trajan                                                                                               | Stefan Feld                                                            | Ammonit                                                                                      |
| 2012 | GS-MP                              |                        | Dungeon Petz                                                                                         | Vlaada Chvátil                                                         | Czech Games Edition                                                                          |
| 2012 | GS-MP                              |                        | Eclipse                                                                                              | Touko Tahkokallio                                                      | Lautapelit.fi, Asmodée                                                                       |
| 2012 | GS-MP                              |                        | Hawaii                                                                                               | Greg Daigle                                                            | Hans im Glück, Rio Grande Games                                                              |
| 2012 | GS-MP                              |                        | Helvetia                                                                                             | Matthias Cramer                                                        | Kosmos                                                                                       |
| 2012 | GS-MP                              |                        | Kingdom Builder                                                                                      | Donald X. Vaccarino                                                    | Queen Games                                                                                  |
| 2012 | GS-MP                              |                        | Last Will (Der Letzte Wille)                                                                         | Vladimir Suchy                                                         | Czech Games Edition                                                                          |
| 2012 | GS-MP                              |                        | Mage Knight: Board Game (Mage Knight – Das Brettspiel)                                               | Vlaada Chvátil                                                         | WizKids                                                                                      |
| 2012 | GS-MP                              |                        | Ora et Labora                                                                                        | Uwe Rosenberg                                                          | Lookout Games, Z-Man Games                                                                   |
| 2012 | GS-MP                              |                        | Prêt-à-porter                                                                                        | Ignacy Trzewiczek                                                      | Portal Publishing                                                                            |
| 2012 | GS-MP                              |                        | Risk Legacy (Risiko Evolution)                                                                       | Rob Daviau, Chris Dupuis                                               | Hasbro                                                                                       |
| 2012 | GS-MP                              |                        | Village                                                                                              | Inka und Markus Brand                                                  | Eggertspiele                                                                                 |
| 2012 | GS-2P                              | Gewinner               | Agricola: All Creatures Big & Small (Agricola – Die Bauern und das liebe Vieh)                       | Uwe Rosenberg                                                          | Lookout Games, Z-Man Games                                                                   |
| 2012 | GS-2P                              |                        | Star Trek: Fleet Captains                                                                            | Mike Elliott, Bryan Kinsella, Ethan Pasternack                         | WizKids                                                                                      |
| 2012 | GS-2P                              |                        | Summoner Wars: Master Set                                                                            | Colby Dauch                                                            | Plaid Hat Games                                                                              |
| 2012 | GS-2P                              |                        | Targi                                                                                                | Andreas Steiger                                                        | Kosmos                                                                                       |
| 2013 | GS-MP                              | Gewinner               | Terra Mystica                                                                                        | Jens Drögemüller & Helge Ostertag                                      | White Goblin Games, Z-Man Games, Feuerland                                                   |
| 2013 | GS-MP                              |                        | Bora Bora                                                                                            | Stefan Feld                                                            | alea                                                                                         |
| 2013 | GS-MP                              |                        | Brügge                                                                                               | Stefan Feld                                                            | Hans im Glück, White Goblin Games, Z-Man Games                                               |
| 2013 | GS-MP                              |                        | Clash of Cultures                                                                                    | Christian Marcussen                                                    | Filosofia Édition, Z-Man Games                                                               |
| 2013 | GS-MP                              |                        | Ginkgopolis                                                                                          | Xavier Georges                                                         | Heidelberger Spieleverlag, Pearl Games, Z-Man Games                                          |
| 2013 | GS-MP                              |                        | Keyflower                                                                                            | Richard Breese & Sebastian Bleasdale                                   | HUCH! & friends, R&D Games                                                                   |
| 2013 | GS-MP                              |                        | Myrmes                                                                                               | Yoann Levet                                                            | Asmodee, Asterion Press, Rio Grande Games, Ystari Games                                      |
| 2013 | GS-MP                              |                        | Nieuw Amsterdam                                                                                      | Jeffrey D. Allers                                                      | White Goblin Games                                                                           |
| 2013 | GS-MP                              |                        | The Palaces of Carrara                                                                               | Michael Kiesling & Wolfgang Kramer                                     | Hans im Glück, White Goblin Games, Z-Man Games                                               |
| 2013 | GS-MP                              |                        | Robinson Crusoe: Adventure on the Cursed Island                                                      | Ignacy Trzewiczek                                                      | Pegasus Spiele, Filosofia Édition                                                            |
| 2013 | GS-MP                              |                        | Snowdonia                                                                                            | Tony Boydell                                                           | Indie Boards and Cards, Lookout Games, Surprised Stare Games Ltd                             |
| 2013 | GS-MP                              |                        | Tzolk'in                                                                                             | Simone Luciani & Daniele Tascini                                       | Czech Games Edition, Heidelberger Spieleverlag, Rio Grande Games                             |
| 2013 | GS-2P                              | Gewinner               | Le Havre: The Inland Port (Le Havre - Der Binnenhafen)                                               | Uwe Rosenberg                                                          | Lookout Games, Z-Man Games                                                                   |
| 2013 | GS-2P                              |                        | Android Netrunner                                                                                    | Richard Garfield & Lukas Litzsinger                                    | Fantasy Flight Games, Heidelberger Spieleverlag                                              |
| 2013 | GS-2P                              |                        | Antike Duellum                                                                                       | Mac Gerdts                                                             | PD-Verlag, Rio Grande Games                                                                  |
| 2013 | GS-2P                              |                        | Mage Wars                                                                                            | Bryan Pope & Benjamin Pope                                             | Pegasus Spiele/, Arcane Wonders                                                              |
| 2013 | GS-2P                              |                        | Polis: Fight for the Hegemony                                                                        | Fran Diaz                                                              | Asylum Games                                                                                 |
| 2014 | GS-MP                              | Gewinner               | Russian Railroads                                                                                    | Helmut Ohley & Leonhard Orgler                                         | Hans im Glück Verlag, 999 Games, Z-Man Games                                                 |
| 2014 | GS-MP                              |                        | Abluxxen                                                                                             | Michael Kiesling, Wolfgang Kramer                                      | Ravensburger                                                                                 |
| 2014 | GS-MP                              |                        | Caverna                                                                                              | Uwe Rosenberg                                                          | Lookout Games, 999 Games                                                                     |
| 2014 | GS-MP                              |                        | Concordia                                                                                            | Mac Gerdts                                                             | Heidelberger Spieleverlag, Rio Grande Games, 999 Games, PD Verlag                            |
| 2014 | GS-MP                              |                        | Freedom – The Underground Railroad                                                                   | Brian Mayer                                                            | Academy Games                                                                                |
| 2014 | GS-MP                              |                        | Istanbul                                                                                             | Rüdiger Dorn                                                           | Pegasus Spiele, Matagot, White Goblin Games                                                  |
| 2014 | GS-MP                              |                        | Legacy                                                                                               | Michiel Justin, Elliot Hendriks                                        | Pegasus Spiele, Iello, Portal Games                                                          |
| 2014 | GS-MP                              |                        | Lewis & Clark                                                                                        | Cédrick Chaboussit                                                     | Ludonaute, Asmodée, Heidelberger Spieleverlag                                                |
| 2014 | GS-MP                              |                        | Nations                                                                                              | Rustan & Nina Hakansson, Einar & Robert Rosén                          | Lautapelit.fi, Asmodée, Ystari Games                                                         |
| 2014 | GS-MP                              |                        | Spyrium                                                                                              | William Attia                                                          | Asmodée, Ystari Games                                                                        |
| 2014 | GS-2P                              | Gewinner               | Limes                                                                                                | Martyn F                                                               | Abacusspiele                                                                                 |
| 2014 | GS-2P                              |                        | BattleLore (second edition)                                                                          | Richard Borg, Robert A. Kouba                                          | Fantasy Flight Games, Heidelberger Spieleverlag                                              |
| 2014 | GS-2P                              |                        | Fungi                                                                                                | Brent Povis                                                            | Pegasus Spiele, REBEL.pl, Two Lanterns Games                                                 |
| 2014 | GS-2P                              |                        | Heroes of Normandie                                                                                  | Yann et Clem                                                           | Iello, Portal Games                                                                          |
| 2014 | GS-2P                              |                        | Pagode                                                                                               | Arve D. Fühler                                                         | Pegasus Spiele, White Goblin Games                                                           |
| 2015 | GS-MP                              | Gewinner               | Auf den Spuren von Marco Polo                                                                        | Simone Luciani & Daniele Tascini                                       | Hans im Glück Verlag, 999 Games, Z-Man Games                                                 |
| 2015 | GS-MP                              |                        | Aquasphere                                                                                           | Stefan Feld                                                            | Hall Games, Pegasus Spiele                                                                   |
| 2015 | GS-MP                              |                        | Deus                                                                                                 | Sébastien Dujardin                                                     | Pearl Games                                                                                  |
| 2015 | GS-MP                              |                        | Elysium                                                                                              | Matthew Dunstan, Brett J. Gilbert                                      | Space Cowboys                                                                                |
| 2015 | GS-MP                              |                        | Five Tribes                                                                                          | Bruno Cathala                                                          | Days of Wonder                                                                               |
| 2015 | GS-MP                              |                        | Hyperborea                                                                                           | Andrea Chiarvesio, Pierluca Zizzi                                      | Asterion Press, Yemaia                                                                       |
| 2015 | GS-MP                              |                        | Kraftwagen                                                                                           | Matthias Cramer                                                        | ADC Blackfire Entertainment                                                                  |
| 2015 | GS-MP                              |                        | La Granja                                                                                            | Michael Keller, Andrea Odendahl                                        | Spielworxx                                                                                   |
| 2015 | GS-MP                              |                        | Orléans                                                                                              | Reiner Stockhausen                                                     | dlp games, Tasty Minstrel Games                                                              |
| 2015 | GS-MP                              |                        | Panamax                                                                                              | Gil d'Orey, Nuno Bizarro Sentieiro, Paulo Soledade                     | MESAboardgames                                                                               |
| 2015 | GS-MP                              |                        | Quartermaster General                                                                                | Ian Brody                                                              | Griggling Games                                                                              |
| 2015 | GS-MP                              |                        | Roll for the Galaxy                                                                                  | Wei-Hwa Huang, Tom Lehmann                                             | Rio Grande Games                                                                             |
| 2015 | GS-2P                              | Gewinner               | Wir sind das Volk!                                                                                   | Richard Sivél & Peer Sylvester                                         | Histogame                                                                                    |
| 2015 | GS-2P                              |                        | Baseball Highlights 2045                                                                             | Mike Fitzgerald                                                        | Eagle-Gryphon Games                                                                          |
| 2015 | GS-2P                              |                        | Fields of Arle                                                                                       | Uwe Rosenberg                                                          | Feuerland Spiele, Z-Man Games                                                                |
| 2015 | GS-2P                              |                        | Patchwork                                                                                            | Uwe Rosenberg                                                          | Lookout Games, Mayfair Games                                                                 |
| 2015 | GS-2P                              |                        | Star Realms                                                                                          | Robert Dougherty, Darwin Kastle                                        | White Wizard Games                                                                           |
| 2015 | GS-2P                              |                        | Star Wars Armada                                                                                     | James Kniffen, Christian T. Petersen                                   | Fantasy Flight Games                                                                         |
| 2016 | GS-MP                              | Gewinner               | Mombasa                                                                                              | Alexander Pfister                                                      | eggertspiele, Pegasus Spiele                                                                 |
| 2016 | GS-MP                              |                        | Blood Rage                                                                                           | Eric M. Lang                                                           | Cool Mini or Not                                                                             |
| 2016 | GS-MP                              |                        | Codenames                                                                                            | Vlaada Chvátil                                                         | Czech Games Edition                                                                          |
| 2016 | GS-MP                              |                        | Food Chain Magnate                                                                                   | Jeroen Doumen, Joris Wiersinga                                         | Splotter Spellen                                                                             |
| 2016 | GS-MP                              |                        | Grand Austria Hotel                                                                                  | Virginio Gigli, Simone Luciani                                         | Lookout Games                                                                                |
| 2016 | GS-MP                              |                        | Isle of Skye                                                                                         | Andreas Pelikan, Alexander Pfister                                     | Lookout Games                                                                                |
| 2016 | GS-MP                              |                        | Nippon                                                                                               | Nuno Bizarro Sentieiro, Paulo Soledade                                 | What's Your Game?                                                                            |
| 2016 | GS-MP                              |                        | Pandemic Legacy                                                                                      | Rob Daviau, Matt Leacock                                               | Z-Man Games                                                                                  |
| 2016 | GS-MP                              |                        | Quadropolis                                                                                          | Francois Gandon                                                        | Days of Wonder                                                                               |
| 2016 | GS-MP                              |                        | T.I.M.E Stories                                                                                      | Peggy Chassenet, Manuel Rozoy                                          | Space Cowboys                                                                                |
| 2016 | GS-2P                              | Gewinner               | 7 Wonders: Duel                                                                                      | Antoine Bauza & Bruno Cathala                                          | Repos Production                                                                             |
| 2016 | GS-2P                              |                        | Patchwork                                                                                            | Uwe Rosenberg                                                          | Lookout Games                                                                                |
| 2016 | GS-2P                              |                        | Raptor                                                                                               | Bruno Cathala, Bruno Faidutti                                          | Matagot                                                                                      |
| 2016 | GS-2P                              |                        | Star Wars: Rebellion                                                                                 | Corey Konieczka                                                        | Fantasy Flight Games                                                                         |
| 2016 | GS-2P                              |                        | Trambahn                                                                                             | Helmut Ohley                                                           | Lookout Games                                                                                |
| 2017 | GS-MP                              | Gewinner               | Great Western Trail                                                                                  | Alexander Pfister                                                      | eggertspiele                                                                                 |
| 2017 | GS-MP                              |                        | Ein Fest für Odin                                                                                    | Uwe Rosenberg                                                          | Feuerland Spiele                                                                             |
| 2017 | GS-MP                              |                        | Century: Die Gewürzstraße                                                                            | Emerson Matsuuki                                                       | Plan B Games                                                                                 |
| 2017 | GS-MP                              |                        | First Class                                                                                          | Helmut Ohley                                                           | Hans im Glück                                                                                |
| 2017 | GS-MP                              |                        | Gloomhaven                                                                                           | Isaac Childres                                                         | Cephalofair Games                                                                            |
| 2017 | GS-MP                              |                        | Key to the City: London                                                                              | Sebastian Bleasdale, Richard Breese                                    | R&D Games                                                                                    |
| 2017 | GS-MP                              |                        | Lorenzo il Magnifico                                                                                 | Flaminia Brasini, Virginio Gigli & Simone Luciani                      | Cranio Creations                                                                             |
| 2017 | GS-MP                              |                        | Magic Maze                                                                                           | Kasper Lapp                                                            | Sit Down!                                                                                    |
| 2017 | GS-MP                              |                        | Scythe                                                                                               | Jamey Stegmaier                                                        | Stonemaier Games                                                                             |
| 2017 | GS-MP                              |                        | Terraforming Mars                                                                                    | Jacob Fryxelius                                                        | FryxGames, Stronghold Games                                                                  |
| 2017 | GS-MP                              |                        | Die Kolonisten                                                                                       | Tim Puls                                                               | Lookout Games                                                                                |
| 2017 | GS-MP                              |                        | Ulm                                                                                                  | Günter Burkhardt                                                       | HUCH!                                                                                        |
| 2017 | GS-MP                              |                        | Yokohama                                                                                             | Hisashi Hayashi                                                        | OKAZU Brand                                                                                  |
| 2017 | GS-2P                              | Gewinner               | Arkham Horror: The Card Game                                                                         | Nate French, Matthew Newman                                            | Fantasy Flight Games                                                                         |
| 2017 | GS-2P                              |                        | Caverna: Cave vs. Cave                                                                               | Uwe Rosenberg                                                          | Lookout Games                                                                                |
| 2017 | GS-2P                              |                        | Holmes: Sherlock & Mycroft                                                                           | Diego Ibañez                                                           | Devir                                                                                        |
| 2017 | GS-2P                              |                        | Santorini                                                                                            | Gord!                                                                  | Roxley                                                                                       |
| 2017 | GS-2P                              |                        | Star Wars: Destiny                                                                                   | Corey Konieczka, Lukas Litzsinger                                      | Fantasy Flight Games                                                                         |
| 2018 | GS-MP                              | Gewinner               | Rajas of the Ganges                                                                                  | Inka und Markus Brand                                                  | Huch!                                                                                        |
| 2018 | GS-MP                              |                        | Agra                                                                                                 | Michael Keller                                                         | Quined Games                                                                                 |
| 2018 | GS-MP                              |                        | Altiplano                                                                                            | Reiner Stockhausen                                                     | dlp games                                                                                    |
| 2018 | GS-MP                              |                        | Azul                                                                                                 | Michael Kiesling                                                       | Plan B Games                                                                                 |
| 2018 | GS-MP                              |                        | Clans of Caledonia                                                                                   | Juma Al-Jou Jou                                                        | Karma Games                                                                                  |
| 2018 | GS-MP                              |                        | Decrypto                                                                                             | Thomas Dagenais-Lespérance                                             | Le Scorpion Masqué                                                                           |
| 2018 | GS-MP                              |                        | Gaia Project                                                                                         | Jens Drögemüller & Helge Ostertag                                      | Feuerland Spiele                                                                             |
| 2018 | GS-MP                              |                        | Gentes                                                                                               | Stefan Risthaus                                                        | Spielworxx                                                                                   |
| 2018 | GS-MP                              |                        | Heaven & Ale                                                                                         | Michael Kiesling & Andreas Schmidt                                     | eggertspiele                                                                                 |
| 2018 | GS-MP                              |                        | Nusfjord                                                                                             | Uwe Rosenberg                                                          | Lookout Games                                                                                |
| 2018 | GS-MP                              |                        | Pulsar 2849                                                                                          | Vladimir Suchy                                                         | Czech Games Edition                                                                          |
| 2018 | GS-MP                              |                        | Santa Maria                                                                                          | Eilif Svensson & Kristian Amundsen Ostby                               | Aporta Games                                                                                 |
| 2018 | GS-MP                              |                        | TransAtlantic                                                                                        | Mac Gerdts                                                             | PD-Verlag                                                                                    |
| 2018 | GS-2P                              | Gewinner               | Codenames Duet                                                                                       | Vlaada Chvátil & Scot Eaton                                            | Czech Games Edition                                                                          |
| 2018 | GS-2P                              |                        | The Fox in the Forest                                                                                | Joshua Buergel                                                         | Foxtrot Games                                                                                |
| 2018 | GS-2P                              |                        | 13 Days: The Cuban Missile Crisis                                                                    | Asger Harding Granerud & Daniel Skjold Pederson                        | Jolly Roger Games                                                                            |
| 2018 | GS-2P                              |                        | Claim                                                                                                | Scott Almes                                                            | White Goblin Games                                                                           |
| 2018 | GS-2P                              |                        | Fog of Love                                                                                          | Jacob Jaskov                                                           | Hush Hush Projects                                                                           |
| 2018 | GS-2P                              |                        | Colonial Twilight                                                                                    | Brian Train                                                            | GMT Games                                                                                    |
| 2018 | GS-2P                              |                        | Shadows in Kyoto                                                                                     | Wei-Min Ling                                                           | EmperorS4                                                                                    |
| 2019 | GS-MP                              | Gewinner               | Root                                                                                                 | Cole Wehrle                                                            | Leder Games                                                                                  |
| 2019 | GS-MP                              |                        | Blackout: Hong Kong                                                                                  | Alexander Pfister                                                      | eggertspiele                                                                                 |
| 2019 | GS-MP                              |                        | Brass: Birmingham                                                                                    | Martin Wallace, Gavan Brown, Matt Tolman                               | Roxley                                                                                       |
| 2019 | GS-MP                              |                        | Coimbra                                                                                              | Flaminia Brasini, Virginio Gigli                                       | eggertspiele                                                                                 |
| 2019 | GS-MP                              |                        | Gùgōng                                                                                               | Andreas Steding                                                        | Game Brewer                                                                                  |
| 2019 | GS-MP                              |                        | Hadara                                                                                               | Benjamin Schwer                                                        | Hans im Glück                                                                                |
| 2019 | GS-MP                              |                        | Just One                                                                                             | Ludovic Roudy, Bruno Sautter                                           | Repos Production                                                                             |
| 2019 | GS-MP                              |                        | Key Flow                                                                                             | Richard Breese, Sebastian Bleasdale, Ian Vincent                       | R&D Games                                                                                    |
| 2019 | GS-MP                              |                        | Newton                                                                                               | Simone Luciani, Nestore Mangone                                        | Cranio Creations                                                                             |
| 2019 | GS-MP                              |                        | Res Arcana                                                                                           | Tom Lehmann                                                            | Sand Castle Games                                                                            |
| 2019 | GS-MP                              |                        | Architects of the West Kingdom                                                                       | Shem Phillips, S. J. MacDonald                                         | Garphill Games                                                                               |
| 2019 | GS-MP                              |                        | Teotihuacan: City of Gods                                                                            | Daniele Tascini                                                        | NSKN Games, Board&Dice                                                                       |
| 2019 | GS-MP                              |                        | Underwater Cities                                                                                    | Vladimír Suchý                                                         | Delicious Games                                                                              |
| 2019 | GS-MP                              |                        | Wingspan                                                                                             | Elizabeth Hargrave                                                     | Stonemaier Games                                                                             |
| 2019 | GS-2P                              | Gewinner               | Lincoln                                                                                              | Martin Wallace                                                         | PSC Games                                                                                    |
| 2019 | GS-2P                              |                        | Kero                                                                                                 | Prospero Hall                                                          | Hurrican                                                                                     |
| 2019 | GS-2P                              |                        | KeyForge: Call of the Archons                                                                        | Richard Garfield                                                       | Fantasy Flight Games                                                                         |
| 2019 | GS-2P                              |                        | Gettysburg                                                                                           | Mark Herman                                                            | RBM Studio                                                                                   |
| 2019 | GS-2P                              |                        | Nagaraja                                                                                             | Bruno Cathala, Théo Rivière                                            | Hurrican                                                                                     |
| 2019 | GS-2P                              |                        | Napoleon Saga                                                                                        | Frédéric Romero                                                        | Oeuf Cube Editions                                                                           |
| 2020 | GS-MP                              | Gewinner               | Barrage (Wasserkraft)                                                                                | Tommaso Battista, Simone Luciane                                       | Cranio Creations                                                                             |
| 2020 | GS-MP                              |                        | Azul: Summer Pavilion                                                                                | Michael Kiesling                                                       | Next Move Games                                                                              |
| 2020 | GS-MP                              |                        | Imperial Struggle                                                                                    | Anada Gupta, Jason Matthews                                            | Game's Up                                                                                    |
| 2020 | GS-MP                              |                        | Maracaibo                                                                                            | Alexander Pfister                                                      | eggertspiele                                                                                 |
| 2020 | GS-MP                              |                        | The Crew                                                                                             | Thomas Sing                                                            | Kosmos Spiele                                                                                |
| 2021 | Multiplayer                        | Gewinner               | Lost Ruins of Arnak (Die verlorenen Ruinen von Arnak)                                                | Michaela „Mín“ Štachová, Michal „Elwen“ Štach                          | Czech Games Edition                                                                          |
| 2021 | Multiplayer                        |                        | Anno 1800                                                                                            | Martin Wallace                                                         | Kosmos Spiele                                                                                |
| 2021 | Multiplayer                        |                        | Beyond the Sun                                                                                       | Dennis K. Chan                                                         | Rio Grande Games                                                                             |
| 2021 | Multiplayer                        |                        | Dune: Imperium                                                                                       | Paul Dennen                                                            | Dire Wolf                                                                                    |
| 2021 | Multiplayer                        |                        | Hallertau                                                                                            | Uwe Rosenberg                                                          | Lookout Games                                                                                |
| 2021 | Multiplayer                        |                        | Nidavellir                                                                                           | Serge Laget                                                            | GRRRE Games                                                                                  |
| 2021 | Multiplayer                        |                        | Paleo                                                                                                | Peter Rustemeyer                                                       | Hans im Glück                                                                                |
| 2021 | Multiplayer                        |                        | Praga Caput Regni                                                                                    | Vladimír Suchý                                                         | Delicious Games                                                                              |
| 2021 | Two Player                         | Gewinner               | My City                                                                                              | Reiner Knizia                                                          | Kosmos Spiele                                                                                |
| 2021 | Two Player                         |                        | Botanik                                                                                              | Frank Crittin, Grégoire Largey, Sébastien Pauchon                      | Space Cowboys                                                                                |
| 2021 | Two Player                         |                        | Gloomhaven: Jaws of the Lion (Gloomhaven: Die Pranken des Löwen)                                     | Isaac Childres                                                         | Cephalofair Games                                                                            |
| 2021 | Two Player                         |                        | Dune: Imperium                                                                                       | Paul Dennen                                                            | Dire Wolf                                                                                    |
| 2021 | Two Player                         |                        | Jekyll vs. Hyde                                                                                      | Geonil                                                                 | Mandoo Games                                                                                 |
| 2021 | Two Player                         |                        | Let's Make a Bus Route: The Dice Game                                                                | Saashi                                                                 | Saashi & Saashi                                                                              |
| 2021 | Two Player                         |                        | MicroMacro: Crime City                                                                               | Johannes Sich                                                          | Pegasus Spiele                                                                               |
| 2021 | Two Player                         |                        | Undaunted: North Africa                                                                              | Trevor Benjamin, David Thompson                                        | Osprey Games                                                                                 |
| 2021 | Solo                               | Gewinner               | Under Falling Skies                                                                                  | Tomáš Uhlíř                                                            | Czech Games Edition                                                                          |
| 2021 | Solo                               |                        | Calico                                                                                               | Kevin Russ                                                             | Flatout Cowboys                                                                              |
| 2021 | Solo                               |                        | Cantaloop: Book 1 – Breaking into Prison                                                             | Friedemann Findeisen, Grzegorz Kobiela                                 | Lookout Games                                                                                |
| 2021 | Solo                               |                        | Clever Cubed (Clever Hoch Drei)                                                                      | Wolfgang Warsch                                                        | Stronghold Games                                                                             |
| 2021 | Solo                               |                        | Hallertau                                                                                            | Uwe Rosenberg                                                          | Lookout Games                                                                                |
| 2021 | Solo                               |                        | Dune: Imperium                                                                                       | Paul Dennen                                                            | Dire Wolf                                                                                    |
| 2021 | Solo                               |                        | MicroMacro: Crime City                                                                               | Johannes Sich                                                          | Pegasus Spiele                                                                               |
| 2021 | Solo                               |                        | Sleeping Gods                                                                                        | Ryan Laukat                                                            | Red Raven Games                                                                              |
| 2022 | Multiplayer                        | Gewinner               | Carnegie                                                                                             | Xavier Georges                                                         | Quined Games                                                                                 |
| 2022 | Multiplayer                        |                        | Ark Nova (Arche Nova)                                                                                | Mathias Wigge                                                          | Feuerland Spiele                                                                             |
| 2022 | Multiplayer                        |                        | Boonlake                                                                                             | Alexander Pfister                                                      | dlp games                                                                                    |
| 2022 | Multiplayer                        |                        | Dice Realms                                                                                          | Thomas Lehmann                                                         | Rio Grande Games                                                                             |
| 2022 | Multiplayer                        |                        | Golem                                                                                                | Flaminia Brasini, Virginio Gigli, Simone Luciani                       | Cranio Creations                                                                             |
| 2022 | Two Player                         | Gewinner               | Ark Nova (Arche Nova)                                                                                | Mathias Wigge                                                          | Feuerland Spiele                                                                             |
| 2022 | Two Player                         |                        | Boonlake                                                                                             | Alexander Pfister                                                      | dlp games                                                                                    |
| 2022 | Two Player                         |                        | Golem                                                                                                | Flaminia Brasini, Virginio Gigli, Simone Luciani                       | Cranio Creations                                                                             |
| 2022 | Two Player                         |                        | It's a Wonderful Kingdom (Ein wundervolles Königreich)                                               | Frédéric Guérard                                                       | La Boîte de Jeu                                                                              |
| 2022 | Two Player                         |                        | MicroMacro: Crime City – Full House                                                                  | Johannes Sich                                                          | Pegasus Spiele                                                                               |
| 2022 | Solo                               | Gewinner               | Cascadia                                                                                             | Randy Flynn                                                            | Flatout Games                                                                                |
| 2022 | Solo                               |                        | Ark Nova (Arche Nova)                                                                                | Mathias Wigge                                                          | Feuerland Spiele                                                                             |
| 2022 | Solo                               |                        | Batman: The Dark Knight Returns                                                                      | Daryl Andrews, Morgan Dontanville                                      | Cryptozoic Entertainment                                                                     |
| 2022 | Solo                               | Ella & Something Shiny | |                                                                        |                                                                                              |
| 2022 | Solo                               |                        | Final Girl                                                                                           | Evan Derrick, A. J. Porfirio                                           | Van Ryder Games                                                                              |
| 2022 | Solo                               |                        | MicroMacro: Crime City – Full House                                                                  | Johannes Sich                                                          | Pegasus Spiele                                                                               |
| 2022 | Solo                               |                        | Soldiers in Postmen's Uniforms                                                                       | David Thompson                                                         | Dan Versson Games                                                                            |
| 2023 | Multiplayer                        | Gewinner               | Revive                                                                                               | Helge Meissner, Kristian Amundsen Østby, Eilif Svensson, Anna Wermlund | Aporta Games                                                                                 |
| 2023 | Multiplayer                        |                        | Challengers!                                                                                         | Johannes Krenner, Markus Slawitscheck                                  | 1 More Time Games, Z-Man Games                                                               |
| 2023 | Multiplayer                        |                        | Darwin's Journey                                                                                     | Simone Luciani, Nestore Mangone                                        | ThunderGryph Games                                                                           |
| 2023 | Multiplayer                        |                        | Earth (Erde)                                                                                         | Maxime Tardif                                                          | Inside Up Games                                                                              |
| 2023 | Multiplayer                        |                        | Heat: Pedal to the Metal                                                                             | Asger Harding Granerud, Daniel Skjold Pedersen                         | Days of Wonder                                                                               |
| 2023 | Multiplayer                        |                        | Lacrimosa                                                                                            | Gerard Ascensi, Ferran Renalias                                        | Devir                                                                                        |
| 2023 | Multiplayer                        |                        | Marrakesh                                                                                            | Stefan Feld                                                            | Queen Games                                                                                  |
| 2023 | Multiplayer                        |                        | Planet Unknown                                                                                       | Ryan Lambert, Adam Rehberg                                             | Adam’s Apple Games, Strohmann Games                                                          |
| 2023 | Multiplayer                        |                        | Tiletum                                                                                              | Simone Luciani, Daniele Tascini                                        | Board&Dice                                                                                   |
| 2023 | Two Player                         | Gewinner               | Oranienburger Kanal                                                                                  | Uwe Rosenberg                                                          | Spielworxx                                                                                   |
| 2023 | Two Player                         |                        | Lacuna                                                                                               | Mark Gerrits                                                           | CMYK                                                                                         |
| 2023 | Two Player                         |                        | Splendor Duel                                                                                        | Marc André, Bruno Cathala                                              | Space Cowboys                                                                                |
| 2023 | Two Player                         |                        | Undaunted: Battle of Britain                                                                         | Trevor Benjamin, David Thompson                                        | Osprey Games                                                                                 |
| 2023 | Two Player                         |                        | Wingspan Asia (Flügelschlag Asien)                                                                   | Elizabeth Hargrave                                                     | Stonemaier Games                                                                             |
| 2023 | Solo                               | Gewinner               | Earth (Erde)                                                                                         | Maxime Tardif                                                          | Inside Up Games                                                                              |
| 2023 | Solo                               |                        | Eleven                                                                                               | Thomas Jansen                                                          | Portal Games                                                                                 |
| 2023 | Solo                               |                        | Legacy of Yu                                                                                         | Shem Phillips                                                          | Garphill Games                                                                               |
| 2023 | Solo                               |                        | Resist!                                                                                              | Trevor Benjamin, Roger Tankersley, David Thompson                      | Salt & Pepper Games                                                                          |
| 2024 | Multiplayer                        | Gewinner               | Nucleum                                                                                              | Simone Luciani, Dávid Turczi                                           | Board & Dice                                                                                 |
| 2024 | Multiplayer                        |                        | Daybreak! (e-Mission)                                                                                | Matt Leacock, Matteo Menapace                                          | CMYK                                                                                         |
| 2024 | Multiplayer                        |                        | The White Castle (Die weiße Burg)                                                                    | Isra C., Shei S.                                                       | Devir                                                                                        |
| 2024 | Multiplayer                        |                        | Ticket to Ride: Legends of the West (Zug um Zug Legacy: Legenden des Westens)                        | Rob Daviau, Matt Leacock, Alan R. Moon                                 | Days of Wonder                                                                               |
| 2024 | Multiplayer                        |                        | Voidfall                                                                                             | Nigel Buckle, Dávid Turczi                                             | Mindclash Games                                                                              |
| 2024 | Two Player                         | Gewinner               | Sky Team                                                                                             | Luc Rémond                                                             | Scorpion Masqué                                                                              |
| 2024 | Two Player                         |                        | General Orders: World War II                                                                         | Trevor Benjamin, David Thompson                                        | Osprey Games                                                                                 |
| 2024 | Two Player                         |                        | Lacuna                                                                                               | Mark Gerrits                                                           | CMYK                                                                                         |
| 2024 | Two Player                         |                        | Match of the Century                                                                                 | Paolo Mori                                                             | Deep Print Games                                                                             |
| 2024 | Two Player                         |                        | Voidfall                                                                                             | Nigel Buckle, Dávid Turczi                                             | Mindclash Games                                                                              |
| 2024 | Solo                               | Gewinner               | Imperium: Horizons                                                                                   | Nigel Buckle, Dávid Turczi                                             | Osprey Games                                                                                 |
| 2024 | Solo                               |                        | For Northwood!                                                                                       | Wilhelm Su                                                             | Side Room Games                                                                              |
| 2024 | Solo                               |                        | Voidfall                                                                                             | Nigel Buckle, Dávid Turczi                                             | Mindclash Games                                                                              |
| 2024 | Solo                               |                        | Witchcraft!                                                                                          | Trevor Benjamin, Roger Tankersley, David Thompson                      | Salt & Pepper Games                                                                          |

## Belege
1. ↑  
2002 International Gamers Awards Nominees & Winners. 16. März 2003, archiviert vom Original am 28. April 2005; abgerufen am 18. September 2012 (englisch).
2. ↑  
Das Wurmloch – Spielepreise. Archiviert vom Original am 4. März 2016; abgerufen am 18. September 2012.
3. ↑  
Strategy Gaming Society – Gamer’s Choice Awards. Archiviert vom Original am 21. Juni 2000; abgerufen am 18. September 2012 (englisch).
4. 1 2  
About the IGA auf der offiziellen Website; abgerufen am 7. Januar 2024.
5. ↑  
Knut-Michael Wolf Wolf: Nominierungen für die IGA Awards 2008. spielbox.de, 27. August 2008, archiviert vom Original; abgerufen am 18. September 2012.
6. ↑  
International Gamers Awards: History. Archiviert vom Original am 5. Oktober 2009; abgerufen am 18. September 2012 (englisch).
7. ↑  
New Eligibility Period announced for General Strategy category. Archiviert vom Original am 10. September 2008; abgerufen am 18. September 2012 (englisch).
8. ↑  
2003* International Gamers Awards Finalists and Winners. 20. August 2003, archiviert vom Original am 5. Oktober 2009; abgerufen am 18. September 2012 (englisch).
9. ↑  Jury Members General Strategy. Archiviert vom Original am 28. Juli 2012; abgerufen am 18. September 2012 (englisch).  Info: Der Archivlink wurde automatisch eingesetzt und noch nicht geprüft. Bitte prüfe Original- und Archivlink gemäß Anleitung und entferne dann diesen Hinweis.
10. ↑  
Historical Simulations Committee Members. Archiviert vom Original am 18. Dezember 2008; abgerufen am 18. September 2012 (englisch).